# Sydlig skapania
Sydlig skapania (Scapania compacta) är en levermossart som först beskrevs av A. Roth, och fick sitt nu gällande namn av Barthélemy Charles Joseph Dumortier. Sydlig skapania ingår i släktet skapanior, och familjen Scapaniaceae. Enligt den finländska rödlistan är arten nationellt utdöd i Finland. Arten är reproducerande i Sverige. Artens livsmiljö är andra klippor.